# مور (سويسرا)
مور (بالألمانية: Maur) هي بلدية ضمن مقاطعة أوستر في كانتون زيورخ، سويسرا.

## أعلام
- كورت ريس
- فيرنر كون